# احد فرامرز قراملکی
احد فرامرز قراملکی (زاده ۱۰ خرداد ۱۳۴۰ در تبریز، ایران)، مشاور اخلاقی سازمان‌ها و عضو هیئت علمی دانشگاه تهران با درجه استادی است. احد فرامرز قراملکی دهم خرداد ۱۳۴۰ در قراملک، محله‌ای معروف به باغ‌ها و مزارع حاصلخیز در تبریز، متولد شد. دورهٔ ابتدایی را در قراملک و راهنمایی و دبیرستان را در تبریز گذارند و در سال ۱۳۵۸ برای تحصیل فلسفه اسلامی وارد دانشگاه تهران شد. در تعطیلی دانشگاه به سبب انقلاب فرهنگی، به فعالیت‌های فرهنگی و آموزشی در قراملک پرداخت و پس از بازگشایی دانشگاه به تحصیلات ادامه داد. در سال ۱۳۶۴ کارشناسی، ۱۳۶۸ کارشناسی ارشد و در سال ۱۳۷۳ دکتری فلسفه و کلام اسلامی را در دانشگاه تهران به پایان برد. وی در سال ۱۳۷۳ به عنوان استادیار دانشگاه تهران استخدام شد و در سال ۱۳۸۱ دانشیار و در سال ۱۳۸۵ استاد دانشگاه تهران شد. وی از هفده تیر ۱۴۰۰ خورشیدی با حکم احمد مروی، تولیت آستان قدس رضوی، به جای محمود مرویان به مدیر عاملی بنیاد پژوهشهای اسلامی آستان قدس رضوی منصوب شده‌است.

## فعالیت‌های پژوهشی
فرامرز قراملکی در پنج زمینه فعالیت علمی دارد: یک، وی در منطق علاوه بر تألیف کتاب آموزشی و نیز جستار در میراث منطق دانان مسلمان، چهار اثر تاریخی را باهمکاری دانشجویانش تصحیح کرده‌است: الملخص، نقدالاصول، تحفه السلاطین و پارادوکس دروغگو. دو، وی در دین پژوهشی، هندسه معرفتی کلام جدید، مبانی کلامی دعوت انبیاء، شرح نبوت تجرید الاعتقاد، استاد مطهری و کلام جدید، روش‌شناسی مطالعات دینی، اصول و فنون پژوهش در دین پژوهی را منتشر کرده‌است. وی تا کنون کارگاه‌های آموزشیو مشاوره‌ای در ترویج اخلاق حرفه‌ای برگزار کرده‌است.